# Mark Farina
Mark Farina (ur. 25 marca 1969 w Chicago) – amerykański muzyk, didżej i producent muzyczny. Uprawia muzykę spod znaku Chicago house, acid jazz i downtempo. Znany ze serii Mushroom Jazz.

## Życiorys i twórczość
Mark Farina zaczął grać, kiedy jeszcze mieszkał z rodzicami, wtedy też za zarobione pieniądze zaczął kupować płyty. W wieku 15 lat, zainspirowany dużym wkładem swego miasta w podziemną muzykę dance rozpoczął działalność jako didżej. W 1988 roku w jednym ze sklepów muzycznych w Chicago roku zaprzyjaźnił się z Derrickiem Carterem. Tworząc razem z nim miksy w radiu w Northwestern, zainteresował się bliżej muzyką house. Poznał też Chrisa Nazukę. Pracując wspólnie nad utworami, wykorzystali ścisłe powiązania między scenami z Detroit i Chicago. W 1989 roku podpisali (pod pseudonimem Symbols in Instruments) kontrakt z Kevinem Saundersonem z KMS Records i zrealizowali przełomowy utwór zatytułowany „Mood”, który został sprzedany w liczbie ponad 35 000 egzemplarzy w Stanach Zjednoczonych i Wielkiej Brytanii. Nagranie to było pierwszym utworem ambientowym, jaki kiedykolwiek powstał i dlatego zyskał sobie miano klasyki. Pod koniec tego samego roku magazyn The Face opublikował listę Top 50, na której „Mood” zajął wyższe miejsce, niż popowe przeboje zespołów Deee-Lite i Pet Shop Boys. 
W 1992 roku Mark Farina rozpoczął pracę nad niewielką serią miksów zatytułowanych „Mushroom Jazz”. Zostały one wydane początkowo w Chicago na kasetach. Gdy zaczął się boom na Acid Jazz, udoskonalił swoje brzmienie i połączył najnowsze utwory jazzujących, producentów z Zachodniego Wybrzeża z bardziej miejskimi melodiami, które grywał w Chicago. W tym samym roku wraz z partnerem i menedżerem, Pattym Ryan-Smithem, zaczął dawać cotygodniowe koncerty Mushroom Jazz w jednym z nocnych lokali San Francisco. W ciągu trzech lat zyskał liczne grono zagorzałych zwolenników swego brzmienia. Kiedy klub zakończył działalność, Mark Farina wydał pod szyldem OM Records serię albumów CD, zatytułowaną Mushroom Jazz.
Od tamtego czasu podróżuje po całym świecie, dając setki koncertów, gromadzących ponad milion fanów. Obok tego kontynuuje działalność nagraniową we własnym wydawnictwie Great Lakes Audio. Inne jego dokonania to: Seasons, uznana przez krytyków mieszanka muzyki House, United DJs of America, San Francisco Sessions, Vol. I  i Connect będący owocem jego doświadczeń z San Francisco i Chicago. Przez MUZIK i BPM Magazine został zaliczony do 20 najlepszych DJ-ów na świecie.